# بخش بانکا
بخش بانکا (به انگلیسی: Banka district) یک منطقهٔ مسکونی در هند است که در Bhagalpur division واقع شده‌است. بخش بانکا ۳٬۰۲۰ کیلومتر مربع مساحت و ۲٬۰۳۴٬۷۶۳ نفر جمعیت دارد.